# Osteochilus harrisoni
Osteochilus harrisoni és una espècie de peix de la família dels ciprínids i de l'ordre dels cipriniformes.
A l'edat adulta poden assolir els 22,5 cm de longitud. Viu al nord de Borneo.